# Langues mordves
Les langues mordves sont une famille de deux langues : l'erzya et le mokcha, parlées par les Mordves en Russie. Elles se rattachent à la branche finno-ougrienne de la famille des langues ouraliennes. Cet ensemble aurait aussi compris trois langues éteintes : le mérien, le mouromien, et le mechtchérien.

## Relation entre les deux langues mordves
Anciennement, l'erzya et le mokcha étaient considérés comme deux dialectes d'une même langue, le mordve. Des travaux plus poussés ont changé cette perception et les deux langues sont désormais considérées comme distinctes. Les langues diffèrent par leur phonologie, leur vocabulaire et en grammaire, de plus elles ne sont pas mutuellement intelligibles (à tel point que le russe est souvent utilisé pour les communications entre locuteurs de l'erzya et du mokcha).
Les deux langues mordves ont leurs propres standards. L'erzya littéraire a été créé en 1922 et le mokcha littéraire en 1923,. Les deux sont officiels en république de Mordovie. 
Il existe plusieurs différences phonologiques entre l'erzya et le mokcha :
- le mokcha distingue les voyelles /ɛ, e/ alors que l'erzya les confond en /e/ ;
- en syllabe inaccentuée, l'erzya utilise l'harmonie vocalique comme de nombreuses autres langues ouraliennes, employant /e/ dans les mots à voyelles antérieures et /o/ dans les mots à voyelles postérieures. Le mokcha utilise à la place un schwa /ə/.
- à l'initiale, l'erzya utilise une consonne affriquée post-alvéolaire sourde /tʃ/ qui correspond à une consonne fricative post-alvéolaire sourde /ʃ/ en mokcha ;
- au contact d'une consonne sourde, les consonnes liquides /r, rʲ, l, lʲ/ et les semi-voyelles /j/ s'assourdissent en [r̥ r̥ʲ l̥ l̥ʲ ȷ̊] en mokcha.